# Henri de Bornier
Henri de Bornier (Lunel, 25 dicembre 1825 – Parigi, 28 gennaio 1901) è stato uno scrittore, drammaturgo e poeta francese.

## Biografia
Henri, visconte di Bornier, figlio di Eugène-Simon, visconte di Bornier e Amélie du Ranc de Vibrac, sposò Blanche Gouilly dalla quale ebbe un figlio, Charles-Victor de Bornier, nato il 25 dicembre 1858, e una figlia, Ernestine de Bornier, sposata nel 1884, con Eugène-Fernand Magnan.
Dopo gli studi classici ai seminari di Saint-Pons, Montpellier e Versailles, Bornier si trasferì  a Parigi per studiare legge, ma non riuscì a terminare l'università. All'età di vent'anni, pubblicò un volume di poesie, Premier feuilles, e dopo due anni iniziò la carriera alla Biblioteca dell'Arsenale, di cui fu vice bibliotecario, bibliotecario, curatore, poi amministratore nel 1889.
Bornier scrisse come critico drammatico sulla Nouvelle Revue tra il 1879 e il 1887.
Venne eletto membro dell'Académie française, nel 1893.
Nell'arco della sua carriera, Bornier si dimostrò un prolifico verseggiatore, ispirandosi prevalentemente alla storia nella scrittura delle sue opere, tra le quali il dramma Dante et Béatrix (1853), La muse de Corneille (1854), i drammi La Fille de Roland (1875), Les Noces d'Attila (1880) e Le Fils de l'Arétin (1895).
Le sue opere affrontarono ed approfondirono tematiche differenti, dal patriottico al lirico al polemico.
Bornier si distinse per la sua grande tecnica e tra i suoi contemporanei venne molto apprezzato, attirando giudizi positivi di molti critici tra i quali il Sarcey.
Tra i suoi lavori, quello che gli diede la fama risultò La Fille de Roland, che rimase per tre mesi alla Comédie-Française con Sarah Bernhardt nel ruolo principale. Questo dramma raccontò l'amore di Berthe, la figlia del cavaliere Roland, con Gérald, figlio del traditore Ganelon. Uno degli spettatori illustri fu Maupassant, che ne scrisse: «È un'opera di nobili sentimenti».  Rimase celebre un verso, pronunciato nell'opera: «Ogni uomo ha due nazioni, la sua e poi la Francia.»
Nel suo discorso di ricevimento all'Accademia, Edmond Rostand, che succedette alla poltrona di Henri de Bornier, lo descrisse come un «vecchio gentiluomo di romanzo, originale, vivace e buono con una figura rosa tutta mangiata con una barba d'argento, occhi di acqua limpida, mani minuscole sempre agitate e non so quale grazia goffa leggermente fantastica.»
Henri de Bornier è sepolto nel cimitero di Saint-Gérard a Lunel.

## Opere

### Teatro
- Dante et Béatrix, dramma in 5 atti e in versi (1853);
- La Fille de Roland, dramma in 4 atti, in versi, Parigi, Théâtre-Français, (15 febbraio 1875);
- Dimitri, opera in 5 atti e 7 scene, testo di Henri de Bornier e Armand Silvestre, musica di M. Victorin de Joncières, Parigi, théâtre National-Lyrique, (1º maggio 1876);
- Les Noces d'Attila, dramma in 4 atti, in versi, Parigi, Théâtre de l'Odéon, (23 marzo 1880);
- L'Apôtre, dramma in 3 atti, in versi (1881);
- Agamemnon, 1 atto, in versi, ispirato alla tragedia d'Eschilo, Parigi, théâtre de l'Opéra, (26 gennaio 1886);
- Le Fils de l'Arétin, dramma in 4 atti, in versi, Parigi, Théâtre-Français, (27 novembre 1895);
- France... d'abord, dramma in 4 atti, in versi, Parigi, Théâtre de l'Odéon, (2 dicembre 1899);
- Œuvres choisies (1913).

### Romanzi
- Comment on devient beau (1861);
- Comment on devient belle (1862);
- Le Fils de la terre (1864);
- La Lizardière, roman contemporain, 3 volumi (1883-1925);
- Le Jeu des vertus, roman d'un auteur dramatique (1886);
- Louise de Vauvert, le roman du phylloxera (1890).

### Poesie
- Poésies complètes (1850-1881) (1881);
- Poésies complètes (1850-1893) (1893).

### Altro
- Le mariage de Luther (1845);
- Premières feuilles (1845);
- Le monde renversé (1853);
- La muse de Corneille (1854);
- La guerre d’Orient (1858);
- La sœur de charité au (1859);
- Le 15 janvier ou la muse de Molière (1860);
- L’isthme de Suez (1861);
- La cage du lion (1862);
- La France en Extrême-Orient (1863);
- Éloge de Chateaubriand (1864);
- Un cousin de passage (1865);
- Les deux villes (1875);
- Mahomet (1890);
- Les trois Dumas (1900).